# ارنست برکهارت
ارنست برکهارت (انگلیسی: Ernest Burkhart؛ ۱۱ سپتامبر ۱۸۹۲ – ۱ دسامبر ۱۹۸۶) قاتل آمریکایی بود که در جریان قتل‌های سرخپوستان اوسیج به‌عنوان عضو گروهِ جرائم سازمان‌یافته متعلق به دایی‌اش، ویلیام کینگ هیل، نقش داشت. او به جرم قتل آنا براون در سال ۱۹۲۶ محکوم شد و برایش مجازات حبس ابد در نظر گرفته شد. برکهارت در سال ۱۹۳۷ آزاد شد، اما به‌دلیل دزدی از خانهٔ زن برادر سابقش در سال ۱۹۴۰ به زندان بازگردانده شد. پس از اینکه در سال ۱۹۵۹ به‌صورت مشروط آزاد شد، هنری بلمون، فرماندار اکلاهما، برکهارت را در سال ۱۹۶۵ یا ۱۹۶۶ به‌دلیل نقشش در قتل‌های اوسیج عفو کرد.
پس از آزادی از زندان، برکهارت به شهرستان اوسیج بازگشت تا با برادرش برایان زندگی کند. بعداً او به کلیولند، اکلاهما نقل مکان کرد و در یک بارکِش «مملو از موش» زندگی می‌کرد. برکهارت در ۹۴ سالگی در کلیولند درگذشت. در وصیت‌نامه او آمده بود که می‌خواهد جسدش سوزانده و خاکسترش در اطراف تپه‌های اوسیج پخش شود. در عوض، پسرش جیمز خاکستر او را از روی یک پل به پایین انداخت.
در فیلم قاتلان ماه گل (۲۰۲۳) ساختهٔ مارتین اسکورسیزی، نقش برکهارت را لئوناردو دی‌کاپریو بازی کرد.